# هم‌بندی (طناب)

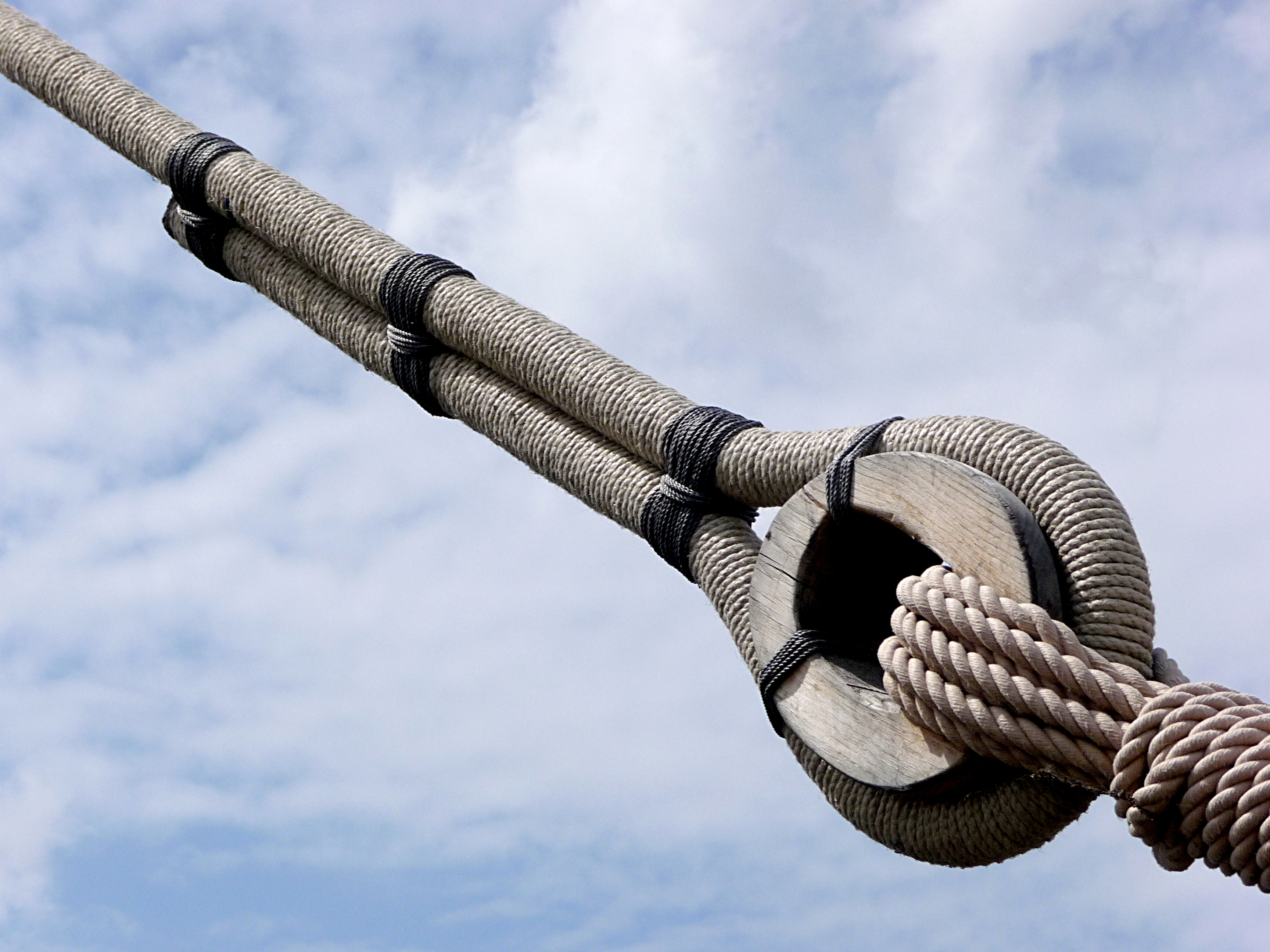
چشمی مهار بین پیش‌دکل و عرشه کشتی که در سه نقطه هم‌بندی شده‌است.

به تاباندن نخ به دو سر یک طناب یا دو طناب یا محور بخو برای جلوگیری از افشان شدن سر طناب یا طناب‌ها هم‌بندی می‌گویند.
هم‌بندی نوعی بستن نیمه‌موقت طناب‌ها به هم است و به ویژه برای طناب‌هایی مربوط به بارهای سنگین توصیه می‌شوند.

## گونه‌ها
- هم‌بندی پلهٔ راهنما: نوعی هم‌بندی که در آن یک سر رشته بیرون می‌ماند و سر دیگر رشته به‌صورت عدد هشت انگلیسی از میان دو طناب دو تا دوازده بار می‌گذرد و سرانجام به سر بیرون‌مانده گره می‌خورد
- هم‌بندی تابیده: نوعی هم‌بندی که محکم‌تر از هم‌بندی تخت است و شروع آن مانند دیگر انواع همبندی است، اما در انتها قبل از گره زدن دو سر رشته، آنها را چند بار در امتداد دو طناب اصلی می‌تابانند و سپس گره می‌زنند
- هم‌بندی تخت: نوعی هم‌بندی که در آن یک سر رشته به‌صورت چشمی درمی‌آید و سر دیگر از داخل آن می‌گذرد و با تاباندن رشته به دور طناب و محکم کردن آن، دو طناب به هم بسته می‌شود
- هم‌بندی چشمی: نوعی مهار برای بستن چشمی طناب به یک میله که در آن رشتهٔ متصل‌کننده بارها از زیر و روی چشمی و دور میله می‌گذرد و سرانجام گره می‌خورد.
- هم‌بندی حلقوی: نوعی هم‌بندی که در آن با قرار دادن دو سر یک طناب در جهت مخالف یکدیگر و محکم بستن محل تقاطع آنها حلقه ایجاد می‌کنند
- هم‌بندی نردبانی: نوعی هم‌بندی که در آن ریسمان هم‌بندی را به سیاق نردبان‌های طنابی به‌صورت هشت انگلیسی دور دو طناب می‌بندند.